# Memoriał Romana Siemińskiego 2017
18. edycja wyścigu kolarskiego Memoriał Romana Siemińskiego odbyła się w dniu 2 maja 2017 roku i liczył 174,6 km. Start i meta wyścigu miały miejsce w Raciążu. Wyścig figurował w kalendarzu cyklu UCI Europe Tour, posiadając kategorię UCI 1.2.

## Klasyfikacja generalna
| M-ce | Imię i nazwisko   | Kraj    | Drużyna               | Czas       |
| ---- | ----------------- | ------- | --------------------- | ---------- |
| 1.   | Alois Kaňkovský   | Czechy  | Elkov-Author          | 4h 01' 21" |
| 2.   | Alan Banaszek     | Polska  | CCC Sprandi Polkowice | + 0"       |
| 3.   | Vojtěch Hačecký   | Czechy  | Elkov-Author          | + 0"       |
| 4.   | Grzegorz Stępniak | Polska  | Wibatech 7R Fuji      | + 0"       |
| 5.   | Paweł Bernas      | Polska  | Domin Sport           | + 1"       |
| 6.   | Oleksandr Prevar  | Ukraina | Kolss Cycling Team    | + 3"       |
| 7.   | Paweł Cieślik     | Polska  | Elkov-Author          | + 3"       |
| 8.   | Josef Černý       | Czechy  | Elkov-Author          | + 8"       |
| 9.   | Tomáš Bucháček    | Czechy  | Elkov-Author          | + 25"      |
| 10.  | Jiří Polnický     | Czechy  | Elkov-Author          | + 31"      |